# Journalisme jaune
 (décembre 2018).
Si vous disposez d'ouvrages ou d'articles de référence ou si vous connaissez des sites web de qualité traitant du thème abordé ici, merci de compléter l'article en donnant les références utiles à sa vérifiabilité et en les liant à la section « Notes et références ».

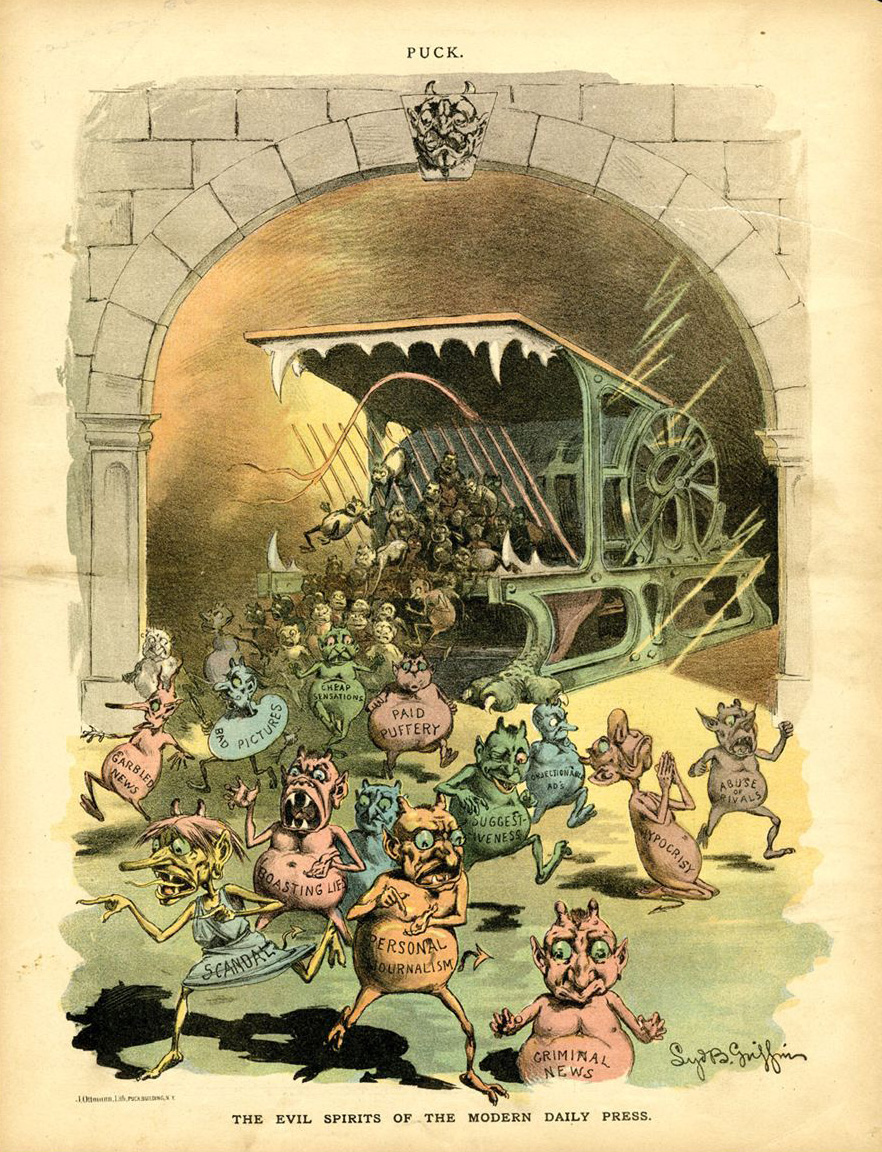
Caricature parue le 21 novembre 1888 dans Puck.

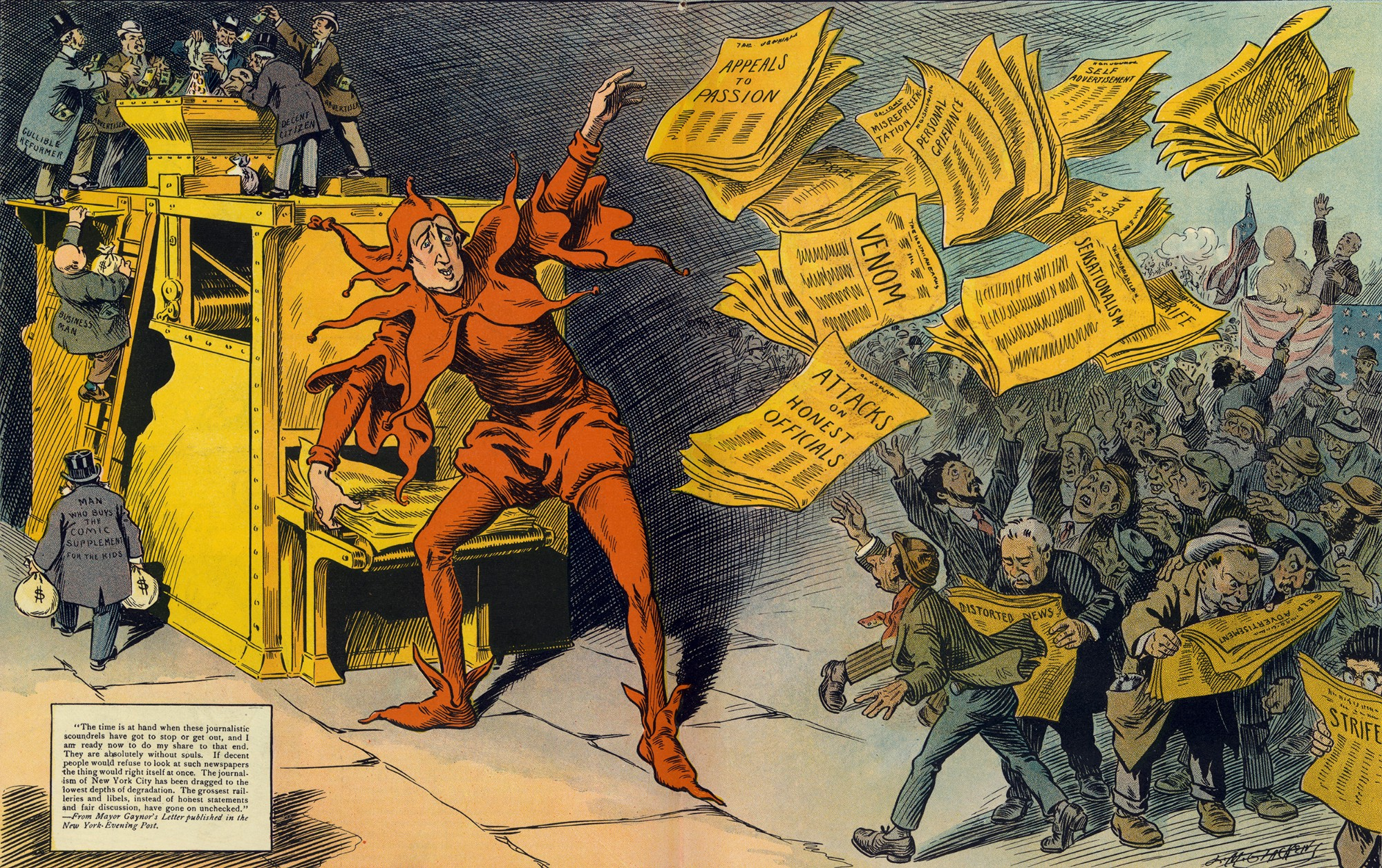
The Yellow Press, caricature par Louis M. Glackens dépeignant William Randolph Hearst sous les traits d'un bouffon distribuant des histoires sensationnelles (12 octobre 1910).

Le journalisme jaune, ou la presse jaune (de l'anglais américain yellow journalism), est un type de journalisme ou de presse qui présente des nouvelles de faible qualité et qui mise sur des techniques tape-à-l’œil afin de se vendre davantage. L‘expression tirerait son origine de la bande dessinée The Yellow Kid, publiée aux États-Unis par les deux principaux journaux « jaunes » de la fin du XIXe siècle, le New York World de J. Pulitzer et le New York Herald de William Randolph Hearst, même si l‘hypothèse d‘un nom venant de la couleur du papier utilisé par les journaux pratiquant ce type de journalisme a aussi été avancée,.
Les techniques couramment utilisées par la presse « jaune » consistent à exagérer les informations, faire de la médisance ou axer sa ligne éditoriale sur le sensationnalisme.
Par extension, l'expression journalisme jaune est utilisée de nos jours aux États-Unis pour dénoncer tout journalisme qui traite l'actualité de manière non professionnelle ou non éthique.

## Définition
Selon W. Joseph Campbell (2001), la une des journaux de presse jaune est abondamment illustrée, parfois en couleurs, et possède plusieurs colonnes présentant divers titres couvrant divers sujets, tels le sport, le scandale, les dénonciations anonymes. On y trouve souvent également de l'autopromotion éhontée.
Selon Frank Luther Mott (1941), le journalisme jaune se définit selon cinq caractéristiques :
1. faire la manchette avec des faits divers impressionnants donnant lieu à des titres effrayants ;
2. utiliser beaucoup de photos, éventuellement modifiées, ou des vues d'artiste ;
3. utiliser de fausses interviews, des titres trompeurs, de la pseudo-science et un défilé d'experts prétendus ;
4. mettre l'accent sur des suppléments du dimanche, avec des cartoons ;
5. afficher de la sympathie pour les opprimés face au « système ».

## Origines: Pulitzer contre Hearst
(décembre 2018).
Le contenu est difficilement compréhensible vu les erreurs de traduction, qui sont peut-être dues à l'utilisation d'un logiciel de traduction automatique.

### Étymologie et premiers usages
Le terme a été inventé au milieu des années 1890 pour caractériser le journalisme sensationnaliste auquel donnait lieu la rivalité opposant le New York World de Joseph Pulitzer au New York Journal de William Randolph Hearst. Cette rivalité a atteint son apogée entre 1895 et 1898, et l'usage historique du terme fait souvent explicitement référence à cette période. Ces deux journaux furent accusés par les critiques de déformer l‘actualité pour la rendre sensationnelle afin d'augmenter leur tirage, au détriment d'une réelle mission d'information, mais ils réalisaient aussi des reportages plus sérieux que ceux qui leur étaient reprochés.
Erwin Wardman, rédacteur en chef du New York Press, est à l'origine de l‘expression de yellow journalism, mais malgré le fait qu'il ait été le premier à utiliser ce terme précis, on connaît l'existence d'expressions telles que « journalisme jaune » et « école de journalisme du Yellow Kid » déjà utilisées par les journalistes de l'époque.

### Hearst à San Francisco, Pulitzer à New York
Joseph Pulitzer a acheté le New York World en 1883 après avoir fait du St. Louis Post-Dispatch le quotidien le plus populaire de New-York à l'époque. Pulitzer s'est efforcé de rendre la lecture du New York World divertissante. Il axe la ligne éditoriale sur l'intégration d'images, de jeux et de concours dans le but d'attirer l'attention de nouveaux lecteurs, mais inclut aussi de nombreux crimes et faits divers. En outre, Pulitzer démocratise l'achat de son journal, ne demandant que deux cents par numéro, pour huit et parfois douze pages d'informations, alors que les seuls autres journaux de ce prix ne dépassaient pas quatre pages.
Malgré le caractère très visible du sensationnalisme, son importance au sein du journal est à relativiser. Pulitzer nourrissait d'ailleurs lui même une vision magnifiée des journaux, les considérant comme des institutions publiques investies d'un devoir d'amélioration de la société.
Deux ans seulement après que Pulitzer l'eut repris, le New York World est devenu le journal de New York au tirage le plus élevé, aidé en partie par ses liens étroits avec le Parti démocrate. C‘est surtout à ce moment que d‘autres journaux plus anciens, jaloux du succès de Pulitzer, ont commencé à critiquer le New York World, en dénigrant les nombreux faits divers macabres publiés dans le journal, négligeant les articles plus sérieux, ce qui a influencé la perception populaire du « journalisme jaune ». Charles Dana, rédacteur en chef du New York Sun, a attaqué The World et a déclaré que Pulitzer était « déficient en jugement et en résistance ».
D‘autres, cependant, étaient attirés par l‘approche — et le succès — de Pulitzer. Ce fut notamment le cas de William Randolph Hearst, impressionné par la réussite et l'approche du journal de Pulitzer qu'il lisait durant ses études à Harvard. Héritier d‘une fortune minière, Hearst acquit ainsi le San Francisco Examiner de son père en 1887 avec l'ambition d'en faire un journal au succès aussi éclatant que le New York World de Pulitzer.

### Affrontement à New York
Avec le succès de l'Examiner établi au début des années 1890, Hearst commença à chercher un journal new-yorkais à acheter, et fit l'acquisition du New York Journal en 1895, un « journal à un penny » que le frère de Pulitzer, Albert, avait vendu à un éditeur de Cincinnati l'année précédente.
De là naquit une rivalité entre Hearst et Pulitzer dont le premier terrain fut le terrain financier. Hearst, suivant la stratégie de Pulitzer, abaissa le prix de son journal à un cent (par rapport au prix de deux cents de The World) tout en fournissant autant d'informations que les journaux concurrents. La stratégie fonctionna, et comme le tirage du journal bondit à 150 000 exemplaires, Pulitzer réduit son prix à un penny, espérant réduire son jeune concurrent (alors financé par la fortune familiale) à la faillite. En réponse, Hearst débaucha une grande partie de l‘équipe de son concurrent en 1896. Bien que de nombreuses sources mentionnent seulement à ce sujet le fait que Hearst offrit de payer davantage que son concurrent, la personnalité désagréable de Pulitzer joua aussi un rôle en poussant ses employés à accepter l'offre de Hearst.
Bien que la concurrence entre les deux journaux ait été féroce, les lignes éditoriales étaient semblables. Tous deux étaient politiquement démocrates, proches des travailleurs et des immigrants (en contraste frappant avec des éditeurs comme Whitelaw Reid du New York Tribune, qui attribuait la pauvreté à des défauts moraux). Tous deux investissaient d'énormes ressources dans leurs publications du dimanche, qui fonctionnaient comme des hebdomadaires et débordaient largement les cadres du journalisme quotidien ordinaire.

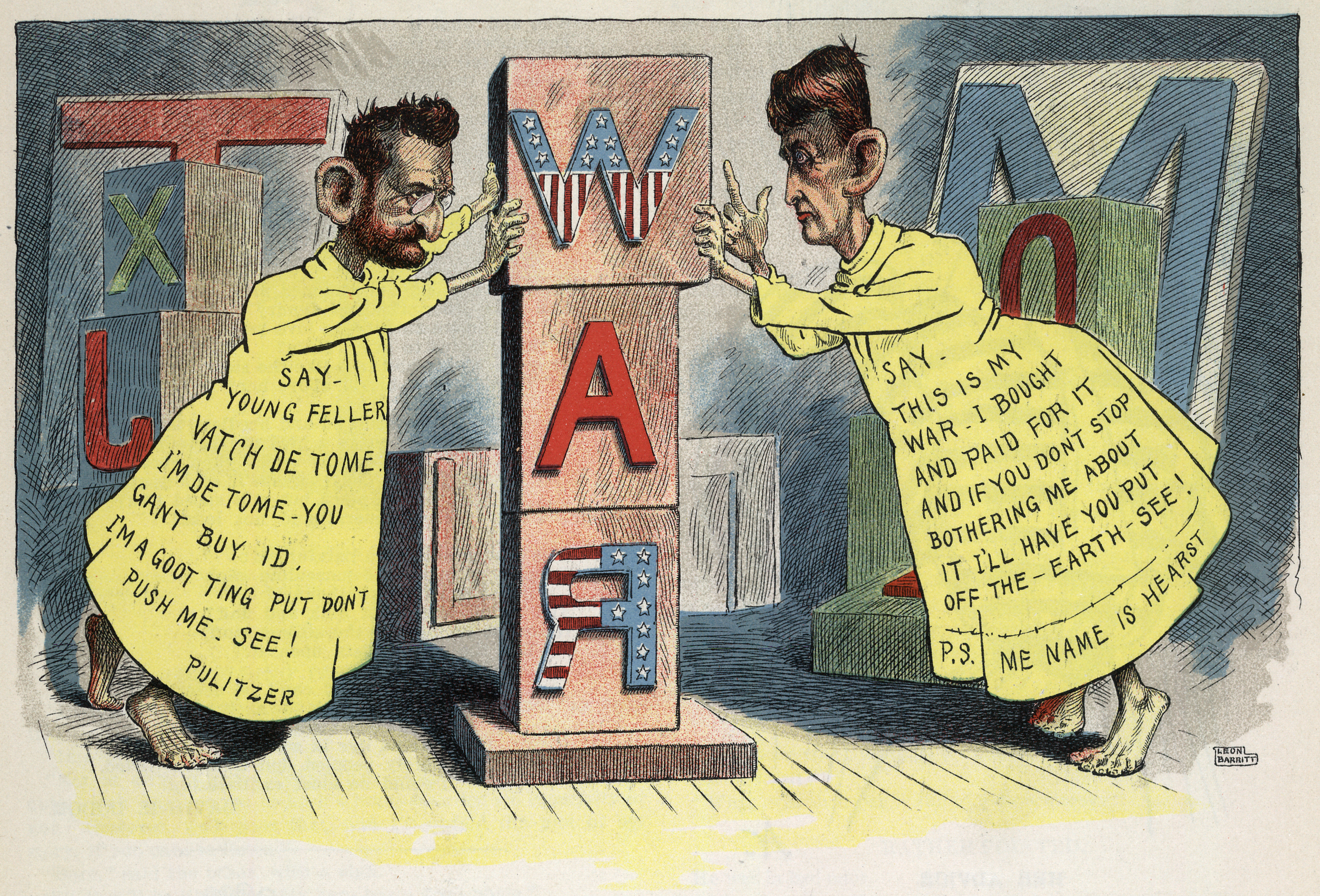
Caricature de Hearst et Pulitzer déguisés en Yellow Kid sur la guerre hispano-américaine de 1898.

Ces journaux du dimanche incluaient les premières pages de bandes dessinées en couleur. On a d‘ailleurs pu y voir la source du terme de « journalisme jaune ». Hogan's Alley, une bande dessinée autour d'un enfant chauve en chemise de nuit jaune (surnommée The Yellow Kid) est ainsi devenue exceptionnellement populaire lorsque le caricaturiste Richard F. Outcault a commencé à la dessiner dans le New York World à l'aube de l'année 1896. Lorsque Hearst a débauché Outcault, Pulitzer a demandé à l'artiste George Luks de continuer la bande dessinée avec les mêmes personnages, donnant à la ville deux Yellow Kids, incarnation des similitudes et de la rivalité entre les deux journaux, mais aussi selon certains origine de l‘expression de « journalisme jaune », qui viendrait de l‘usage péjoratif de « Yellow Kid papers » (journaux du Yellow Kid) pour renvoyer aux journaux de Hearst et Pulitzer.
En 1890, Samuel Warren et Louis Brandeis ont publié « The Right to Privacy », considéré comme le plus influent de tous les articles de revue de droit, comme une réponse critique aux formes sensationnelles du journalisme, qu'ils considéraient comme une menace sans précédent à la vie privée individuelle. Cet article est largement considéré comme ayant mené à la reconnaissance de nouveaux droits d'action en matière de protection de la vie privée en common law.